# 塔拉萨尼
塔拉萨尼（法語：Talasani，法語發音：[talazani]）是法国上科西嘉省的一个市镇，属于科尔泰区。

## 地理
塔拉萨尼（42°24'29"N, 9°28'48"E）面积10.09 平方千米，位于法国上科西嘉省，该省份位于科西嘉北部，后者为地中海西部的一座岛屿，也是法国的一个单一领土集体，位于法国大陆部分的东南面，意大利半島的西面，最临近的地块是撒丁岛。
与塔拉萨尼接壤的市镇（或旧市镇、城区）包括：。

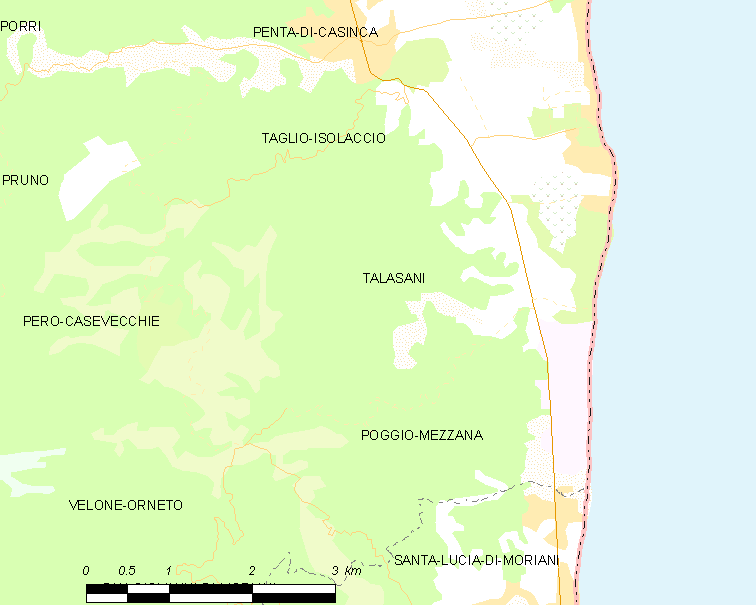
塔拉萨尼的OSM定位图

塔拉萨尼的时区为UTC+01:00、UTC+02:00（夏令时）。

## 行政
塔拉萨尼的邮政编码为20230，INSEE市镇编码为2B319。

## 政治
塔拉萨尼所属的省级选区为卡辛卡-富马尔托县。

## 人口

1962-2008年间塔拉萨尼人口变化图示

塔拉萨尼于2022年1月1日时的人口数量为842人。